# Riso jollof

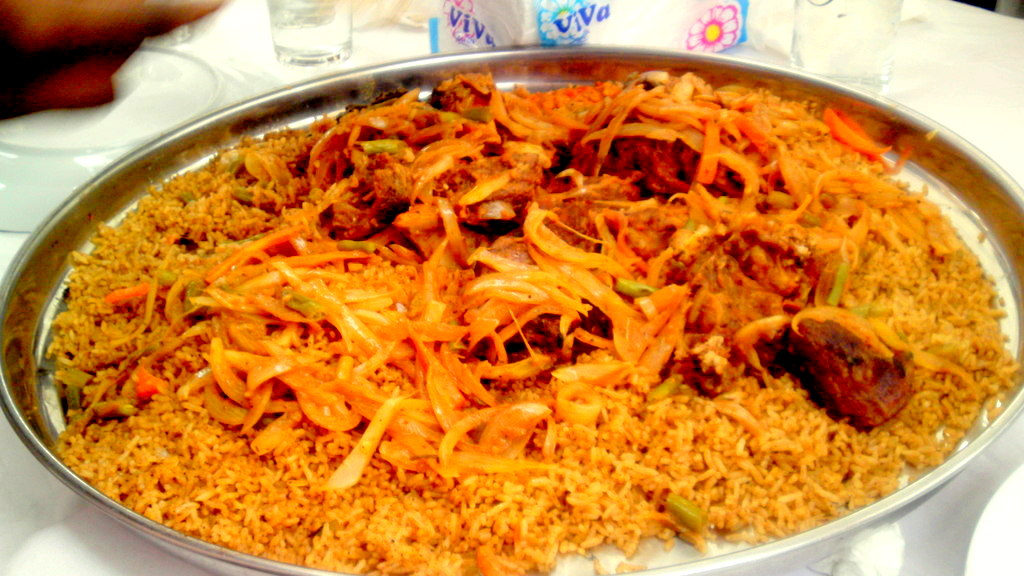
Un tegame di Riso Jollof

Il riso jollof, conosciuto anche come benachin o con il nome inglese di jollof rice, è una popolare ricetta di tutta l'Africa Subsahariana. La sua origine verrebbe dal gruppo etnico wolof, presente in Senegal e Gambia. È originario del Senegal.
I principali ingredienti sono: riso africano o basmati, pomodoro, concentrato di pomodoro, cipolla, peperoni rossi, aglio, erbe aromatiche (timo e altre locali) e varie spezie (noce moscata, zenzero, cumino, peperoncino), in abbondante quantità. Proprio le spezie determinano il colore finale del piatto, tipicamente assai vicino all'arancio. Inoltre, vengono generalmente aggiunte verdure, come i piselli, carni di pollo e manzo e, soprattutto, del pesce.
La cena diventa così un rituale per la famiglia allargata. Ad esempio, gli emigranti di origine senegalese residenti in Italia cucinano oggi comunemente questa elaborata e saporita ricetta, soprattutto nei giorni di festa.